# 王學軍 (舞者)
王學軍（1963年—），芭蕾舞與中國古典舞舞者。曾在北京舞蹈學院接受訓練，畢業後到廣州擔任舞蹈演員。1992年進入悉尼舞蹈公司。2006年加盟神韻藝術團，現擔任首席領舞。